# Sztuki wizualne

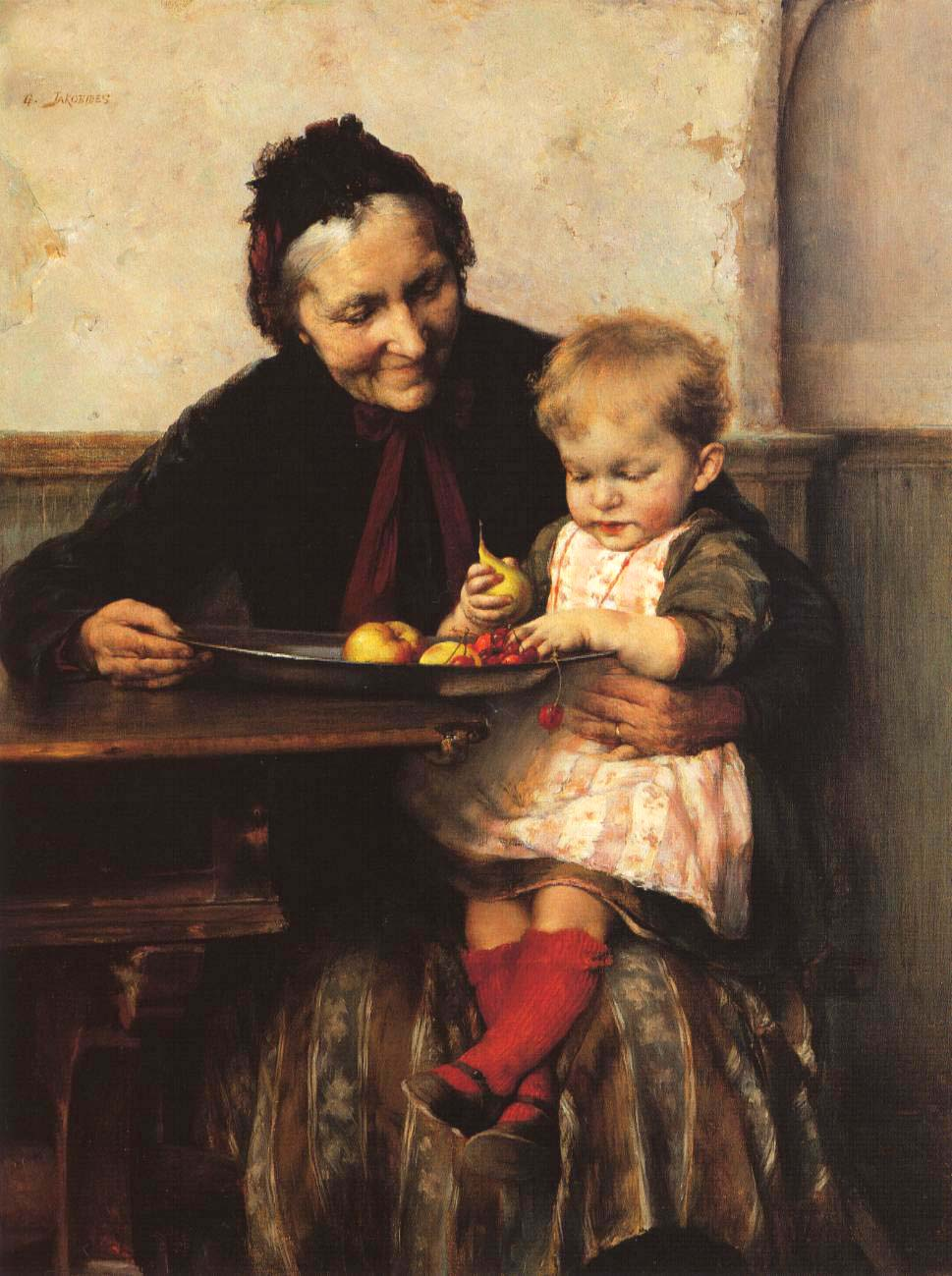
Obraz jako przykład sztuki wizualnej

Sztuki wizualne – pojęcie obejmujące różne dziedziny twórczości artystycznej, które odbierane są przez widza poprzez wzrok (stąd ich nazwa – wizualny oznacza wzrokowy, dostrzegalny, z łac. videre – widzieć). Kategoria stosowana jest zatem wobec tradycyjnych dziedzin (takich jak malarstwo czy rzeźba), ale także wobec nowych zjawisk (np. performance, instalacja), których nie obejmowały tradycyjne terminy sztuki piękne czy sztuki plastyczne.